# 日出神社 (名古屋市)
日出神社（ひのでじんじゃ）は、愛知県名古屋市中区大須2丁目3-17にある神社。社格は旧村社。
大須古墳群のひとつとして日出神社古墳（ひのでじんじゃこふん）があり、日出神社の社殿は円墳部分の上に建っている。大須古墳群の古墳としては那古野山古墳や大須二子山古墳などもある。

## 祭神
- 軻遇突智命（かぐつちのかみ）
- 天照大御神（あまてらすおおみかみ）
- 月夜見尊（つくよみのみこと）
- 猿田彦命（さるたひこのみこと）
- 田心姫命（たごりひめのみこと）
- 市杵島姫命（いちきしまひめのみこと）

## 歴史
もとは愛宕社と呼ばれていた。愛宕社は春日井郡清須朝日村（後の西春日井郡清洲町朝日、現在の清須市）にあり、愛宕大権現や愛太子社とも呼ばれた。慶長16年（1611年）、徳川家康による清洲越しの際に南寺町に遷座した。
明治初期には近代社格制度による村社に列せられた。明治時代以後、大須観音の北側は日出町という町名が付けられた。1909年（明治42年）7月、社殿を改修した上で神明社を合祀し、同年9月に日出神社に改称した。

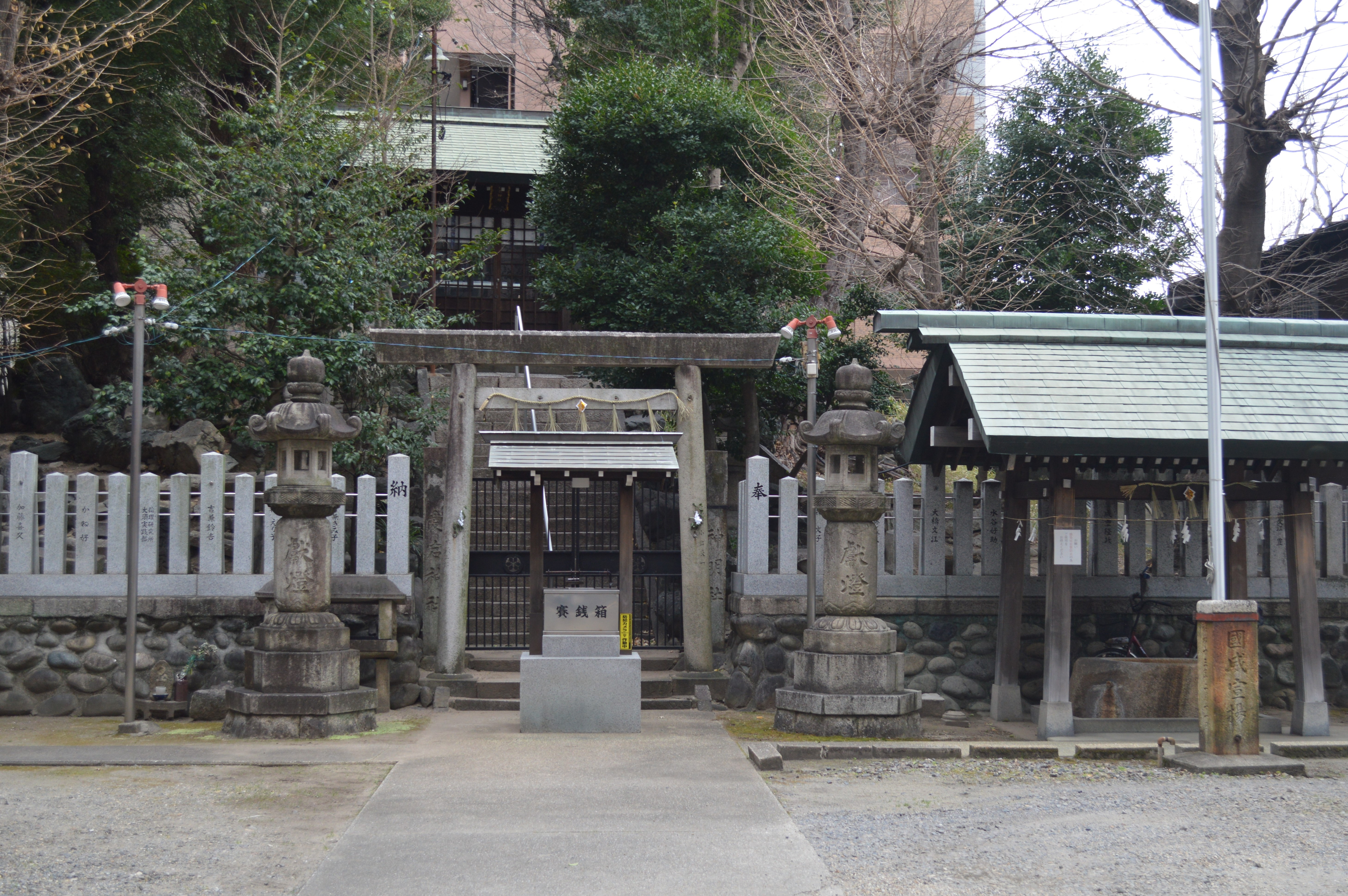
社殿などがある高台
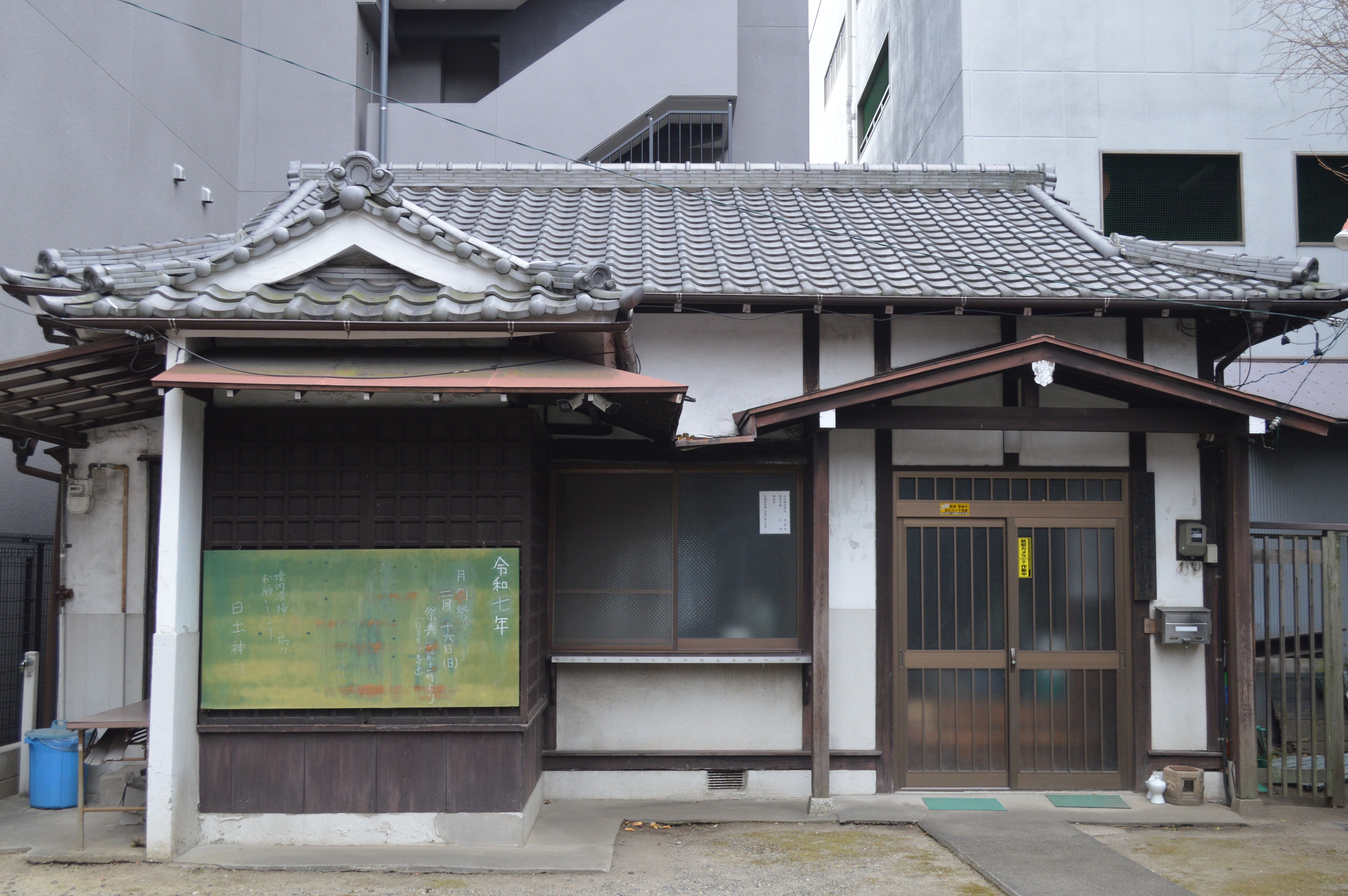
社務所
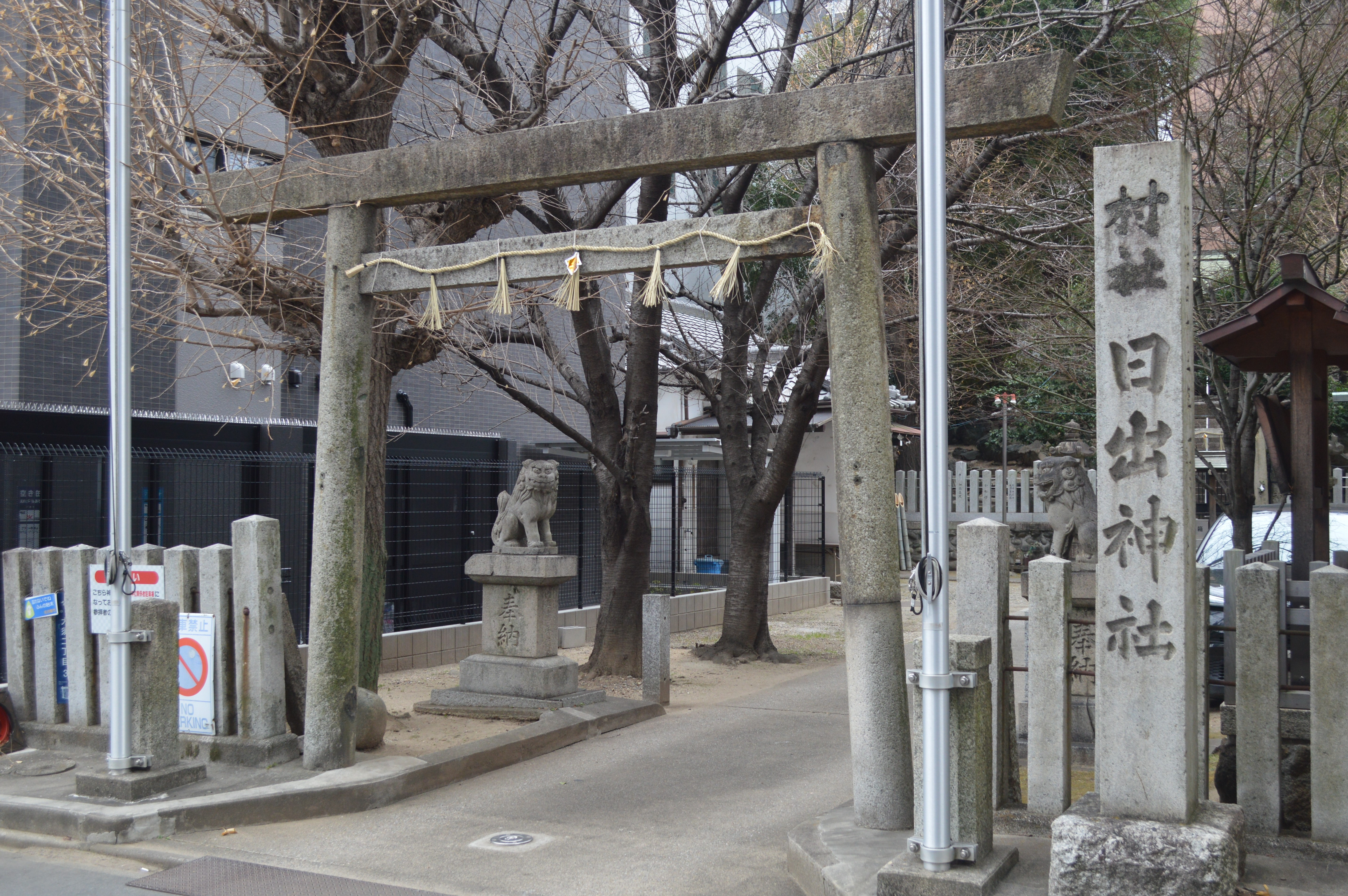
東の鳥居
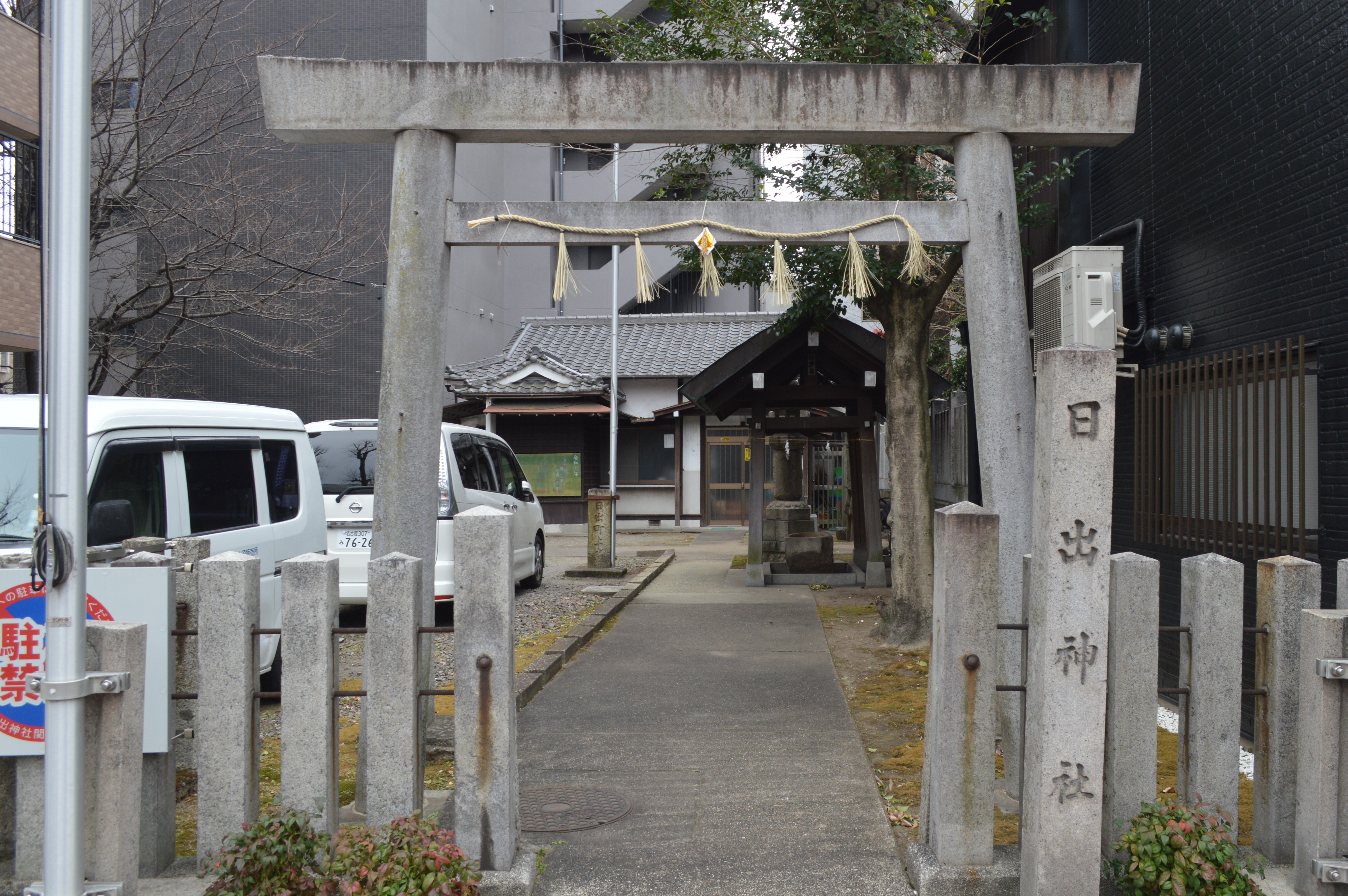
北の鳥居
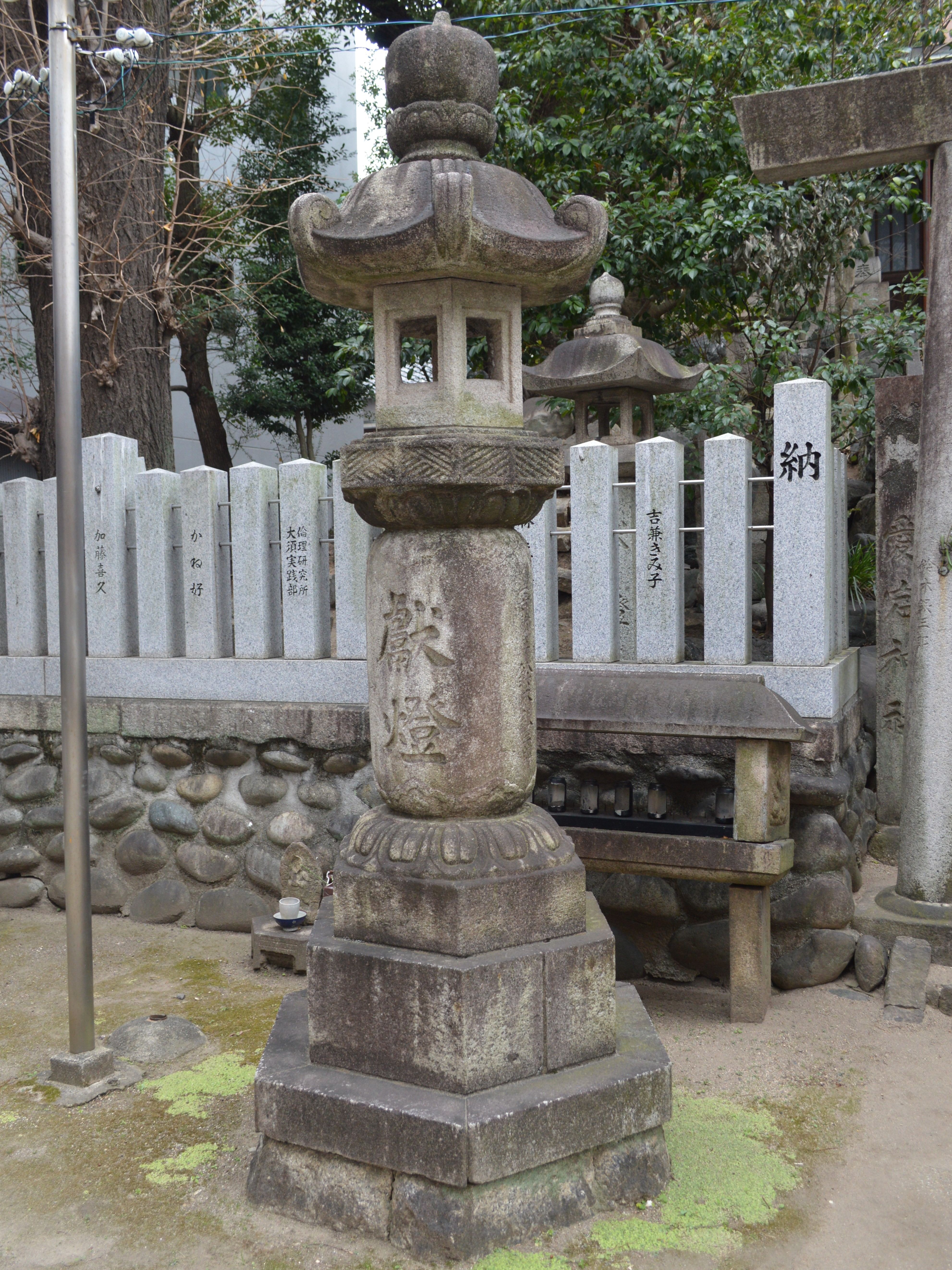
常夜燈
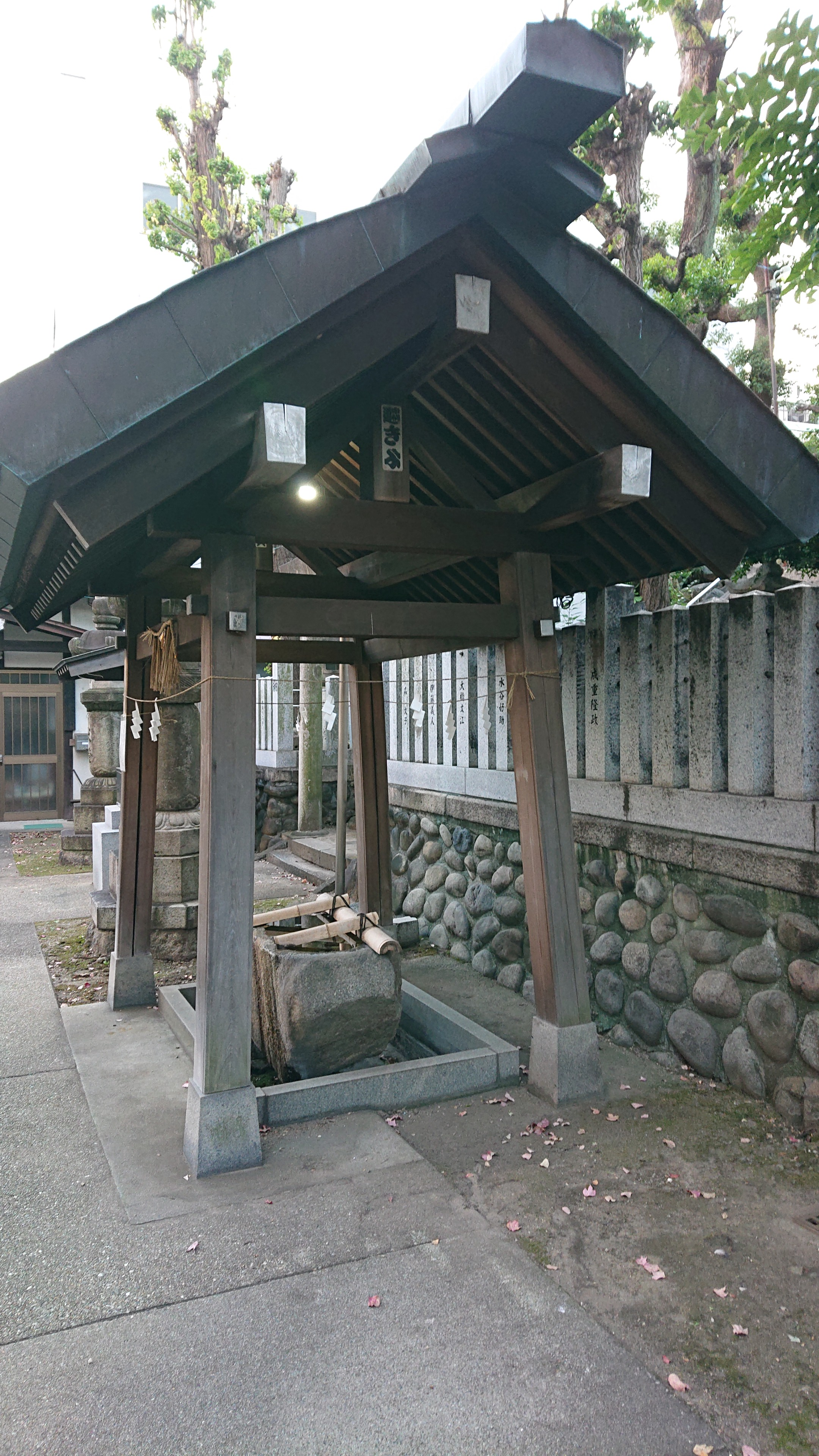
手水舎
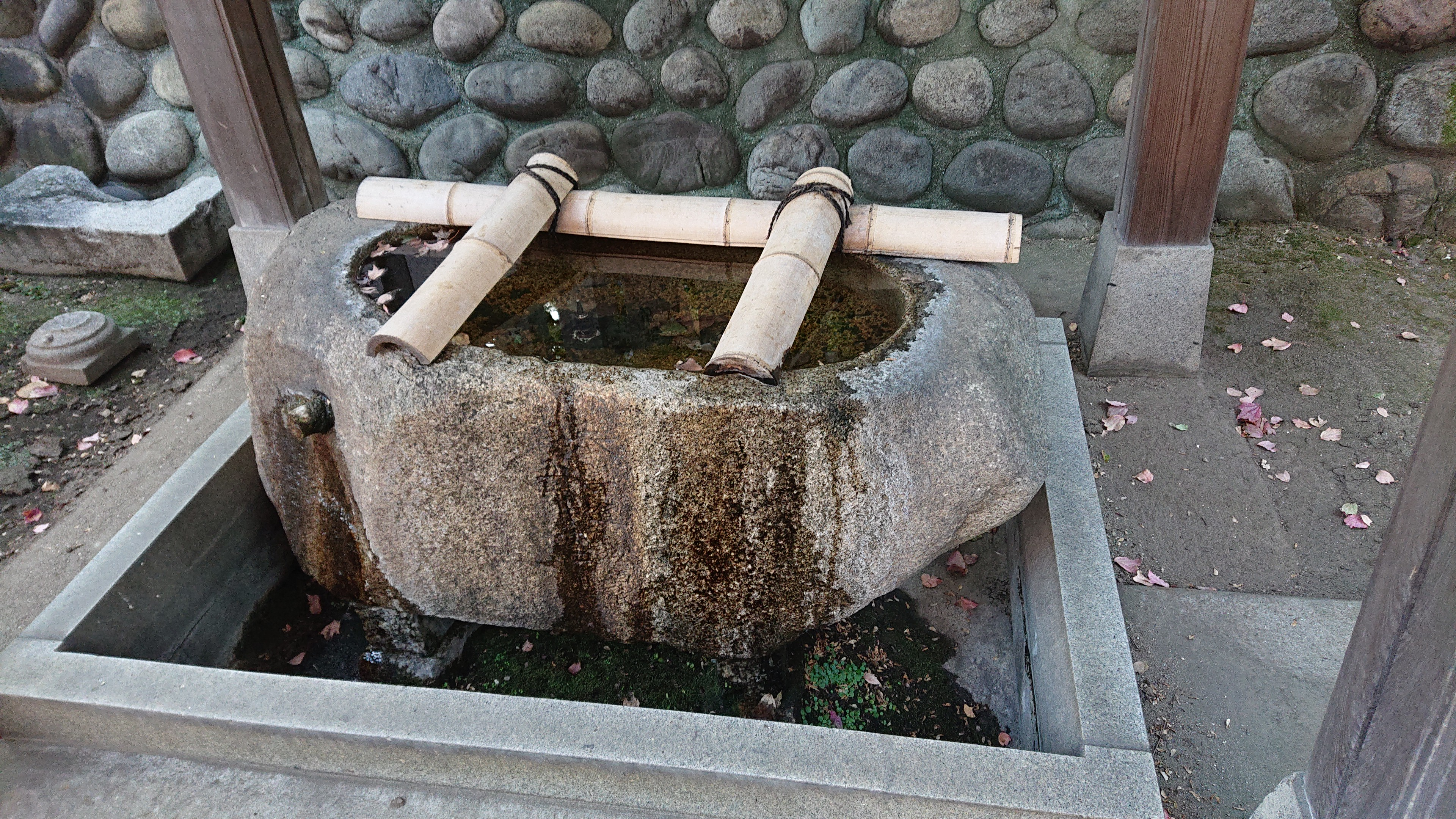
手水鉢
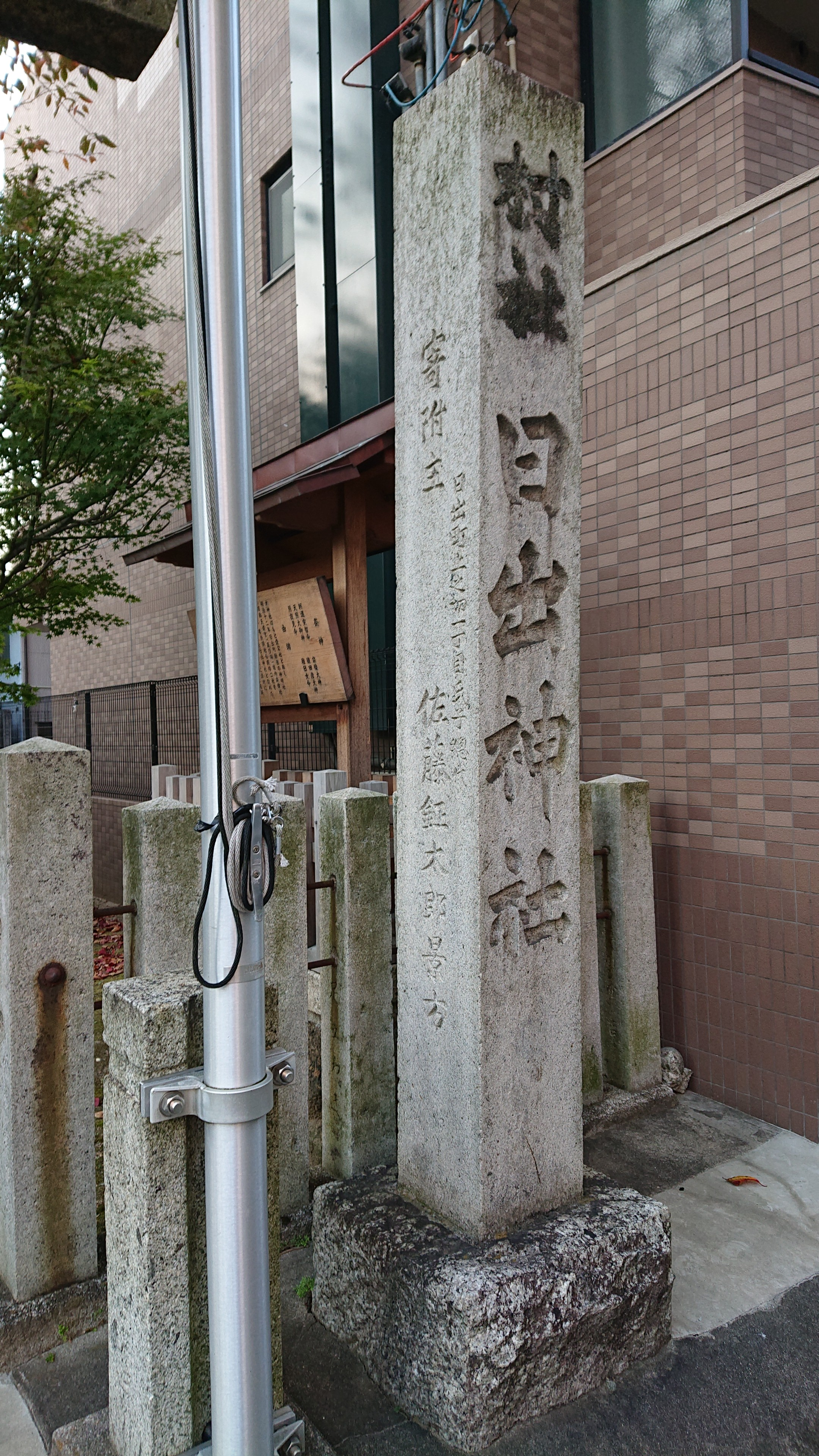
社号標

## 恒川家
名古屋における書道の名家として恒川家があり、恒川宕谷、恒川鶯谷、恒川樵谷と3代続いた。名古屋の多くの書家は日出町の日出神社境内にある恒川塾に通ったとされる。
- 恒川宕谷 - 文政12年（1829年）生まれ。尾張藩士の柳沢維賢、京都・清水寺の維明和尚に書を学び、弘化3年（1846年）には17歳にして恒川塾を開いた[2]。学制発布後には全区（28小学校）の習字教員を務めた[2]。1907年（明治40年）10月12日死去[2]。平和公園の陽秀院墓地に墓石がある[2]。戒名は大夢一覚宕谷居士[2]。
- 恒川鶯谷 - 弘化3年（1846年）生まれ[2]。宕谷の養子となって跡を継いだ[2]。1928年（昭和3年）死去[2]。
- 恒川樵谷 - 1897年（明治30年）生まれ[2]。愛知県立医科大学（現・名古屋大学医学部）を卒業後に医師となった人物であるが、宕谷や鶯谷に書を学んで恒川塾の代稽古を務めた[2]。門下に大島君川などがいる[2]。1946年（昭和21年）死去[2]。

## 現地情報
所在地
- 愛知県名古屋市中区大須2丁目3-17

交通アクセス
- 名古屋市営地下鉄鶴舞線大須観音駅から徒歩